# فرضية الاصطدام العملاق

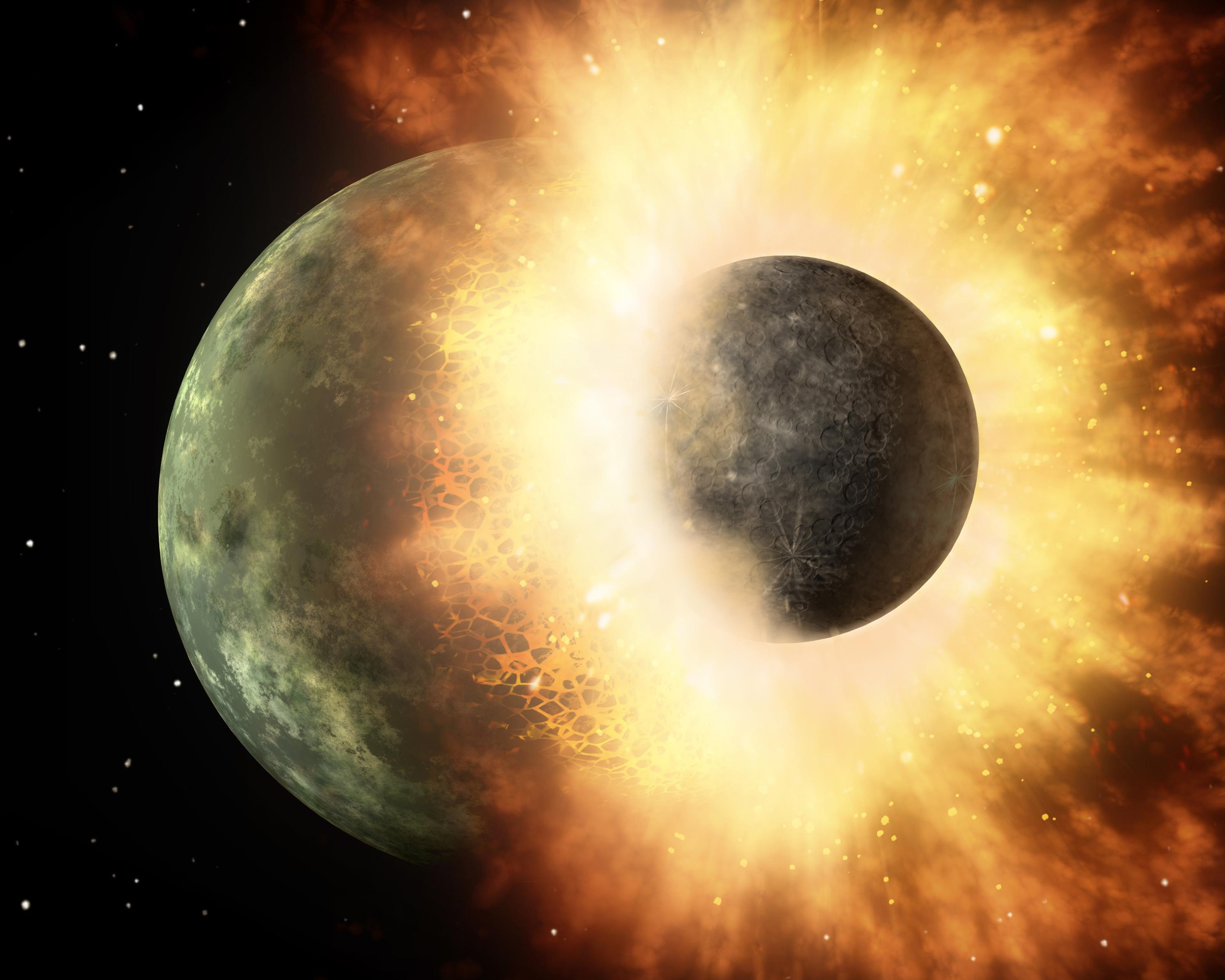
رسم تخيلي للاصطدام العملاق الذي يُعتقد أن القمر قد وُلد منه.

فرضية الاصطدام العملاق هي فرضيّة علمية مقبولة حول ولادة القمر، والذي يُعتقد أنه وُلد كنتيجة لاصطدام بين الأرض وجسم حديث العُمر كان بحجم المريخ، يُسمّى أحياناً بثيا نسبة إلى التايتانة الإغريقية الأسطورية التي كانت ابنة سيليني إلهة القمر. ومن الأدلة على هذه الفرضيّة أن بعض العيّنات التي جاءت من سطح القمر كانت منصهرة في بعض الأحيان، وأن القمر هو - ظاهرياً - عبارة عن نواة حديديّة صغيرة نسبياً، وأدلّة على حدوث اصطدامات مشابهة في أنظمة كوكبيّة أخرى (والتي تؤدّي إلى تكوّن أقراص حطام).
لكن تبقى هناك العديد من المشاكل بلا إجابات حول الفرضيّة. فنسب نظائر الأوكسجين القمريّة مطابقة جوهرياً للتي على الأرض، بدون دليل على تغيير فيها من آثار جسم شمسيّ آخر. أيضاً، العيّنات القمريّة لا تُشير إلى وجود نسب من عناصر متطايرة على القمر كما لا يُوجد دليل على أنه وُجد على الأرض يوماً محيط الصهارة الذي تتضمّنه الفرضيّة.

## البدايات
في عام 1898، كوّن جورج داروين اعتقاداً مبكراً بأن الأرض والقمر كانا يوماً ما جسماً واحداً. كانت فرضيّة داروين هي أن قمراً منصهراً انفصل عن الأرض نتيجة لقوة الطرد المركزي، وأصبح هذا هو التفسير الأكاديمي الأكثر قبولاً لكيفيّة ولادة القمر. وباستخدام الميكانيكا النيوتونيّة، قام بحساب أن القمر كان في الحقيقة يَدور حول الأرض على مسافة أقرب بكثير في الماضي ولكنه كان يَنحرف بعيداً عن الأرض. وتم لاحقاً التحقق من هذا الانحراف عن طريق تجارب أمريكية وسوفييتية أجريت باستخدام ليزر تحديد المسافات على أهدافٍ موجودة فوق القمر.
بالرغم من هذا، لم تستطع حسابات دارون تقديم الميكانيكا المتطلّبة لتبيين كيفية رجعيّة القمر إلى سطح الأرض. في عام 1946، تحدّى ريجنالد ألدوورث ديلي من جامعة هارفارد تفسير دارون، حيث قام بتعديل نموذج مفترضاً أن تكوّن القمر سبّبه على الأرجح اصطدام وليس قوة الطرد المركزي. لم يُلاقى تحدي البروفيسور ديلي سوى اهتمامٍ ضئيلٍ في المجتمع العلمي حتى تمت إعادة تقديمه خلال مؤتمر حول السواتل أقيم في عام 1974. وبعد ذلك أعاد نشره كل من «د. ويليام ك. هارتمان» و«دونالد ر. دافيس» في «مجلة إيكاروس» عام 1975. نماذجهما تُشير إلى أنه عند نهاية فترة تكون الكواكب شكلت العديد من الأجسام التي بحجم السواتل سحابة تصطدم مع الكواكب أو تُأسر بواسطتها. واقترحا أنه ربما اصطدم أحد هذه الأجرام مع الأرض، قاذفاً رماداً مقاوماً للصهر ومتطايراً بشكل ضئيل أخذ يَندمجُ مع السحابة مكوّناً القمر. ويُمكن لهذا الاصطدام أن يُساعدَ على تفسيرِ الخصائص الجيولوجيّة الفريدة للقمر.
كان «ألفريد ج. و. كاميرون» و«ويليام وُورد» قد قدما اقتراحاً مشابهاً يُشير إلى أن القمر تكون عن طريق اصطدام لجسم بحجم المريخ انحرف مداره. من المُرجح أن تَكون مُعظم طبقة أملاح السيليكا الخارجية للجسم المُصطدم قد تبخرت بعد الحدث، أما النواة المعدنية فلا. وهكذا، فيَجب أن تكون مُعظم المادة الاصطداميّة التي قذفت إلى المدار مكوّنة من أملاح السيليكا، تاركة قمراً مندمجاً فقيراً بالحديد. أما المواد الأكثر تطايراً والتي انقذفت خلال الاصطدام فمن المرجح أنها ستخرج من النظام الشمسي، حيث ستميل الأملاح إلى الاندماج.

## ثيا
اسم هذا الكوكب الأولي الافتراضي اشتق من الإلهة الإغريقية الأسطورية ثيا، وهي تايتان أنجبته إلهة القمر سيليني. تكوّن ثيا حسب فرضية الاصطدام العملاق جنباً إلى جنب مع الأجرام الأخرى التي بحجم الكواكب في النظام الشمسي قبل 4.6 مليار سنة، وكان بحجم المريخ تقريباً.
إحدى نظريّات الولادة تشير إلى أنه تكون عند النقطتين اللاغرانغيتين "L4" و"L5" بالنسبة للأرض (في نفس مدار الأرض، لكن أمامها أو خلفها بحوالي 60ْ)، أي أنه مشابه لالكويكبات الطروادية. لكن تأثر استقرار مدار ثيا عندما تجاوزت كتلته المتنامية حوالي 10% من كتلة الأرض. وتسبّبت اضطرابات ثيا الجذبوية من الكواكب المصغرة بمغادرته لموقعه اللاغراني المستقر، ولاحقاً تسببت تفاعلات كبيرة بينه وبين الأرض-الأولية باصطدام الجسمين.
يَظن الفلكيون أن الاصطدام بين الأرض وثيا حدث قبل حوالي 4.53 مليار سنة، أي بعد ما يتراوح من 20 إلى 50 مليون سنة بعد تكون باقي النظام الشمسي. وبالرغم من هذا، فيُشير دليل قُدم عام 2008 إلى أن الاصطدام ربما حدث بعد ذلك، قبل حوالي 4.48 مليار سنة.

### الاصطدام
طبقاً للحسابات الفلكية، فإن سرعة الاصطدام قد كانت معتدلة. ويُعتقد أن ثيا ضرب الأرض حينها بزاوية منحرفة عندما كان الكوكب قد تكون بالكامل تقريباً. تُظهر المحاكاة الحاسوبية لسيناريو هذا «الاصطدام المتأخر» (متأخر بالنسبة إلى فترة القذف الثقيل المتأخر) تُظهر زاوية اصطدام مقدارها حوالي 45ْ وسرعة اصطدامية أولية تحت 4 كم/ث. وحين حدوث التصادم ترسبت نواة ثيا المعدنية إلى نواة الأرض الفتية، في الأثناء التي انقذف فيها معظم دثار ثيا وجزء كبير من دثار وقشرة الأرض إلى مدار حولها. واندمجت هذه المادة بسرعة مكونة القمر (من المتحمل أن ذلك حدث خلال أقل من شهر، لكن ليس خلال أكثر من قرن). تُشير التقديرات المبنية على المحاكاة الحاسوبية للاصطدامات المشابهة إلى أن ما يُقارب 2% من كتلة ثيا الأصلية أصبحت حلقة من الحطام تدور حول الأرض، وحوالي نصف هذه المادة اندمجت إلى القمر الذي نراه اليوم. وقد كسبت الأرض مقداراً جيداً من الزخم الزاوي والكتلة من هذا الاصطدام. بغض النظر عن مقدار دوران وانحراف مدار الأرض الذي كانت تَملكهُ قبل الاصطدام، فمن المرجح أن مقدار يومها كان حوالي خمس ساعات بعده، ومن المرجح أيضاً أن خط استوائها أزيح إلى موقع أقرب لسهل مدار القمر.[بحاجة لمصدر]
يُعتقد أن الاصطدام تسبب بتكون أجرام هامة أخرى – غير القمر –، والتي بقيت في مدار بين الأرض والقمر ماكثة في نقاط لاغرانية. وربما بقيت أجرام كهذه ضمن نظام الأرض-القمر لما يَصل إلى 100 مليون سنة، حتى تسببت القوى الجذبوية من الكواكب الأخرى باضطراب النظام كفاية لكي تُفلت هذه الأجرام.

## الأدلة
تأتي بعض الأدلة غير المباشرة على سيناريو الاصطدام هذا من الصخور التي جُمعت خلال هبوط مركبات أبولو على القمر، والتي تُظهر أن نسب نظائر الأوكسجين عليه مطابقة للتي على الأرض. أوصل تركيب القشرة القمرية الأنورثوستي إلى حد كبير إضافة إلى وجود عيّنات غنية بالكريب على القمر إلى فكرة أن جزءاً كبيراً منه كان منصهراً في يوم من الأيام، وسيناريو اصطدام عملاق يُمكنه بسهولة توليد الطاقة اللازمة لتكوين محيط صهارة مشابه. تُظهر سلاسل مختلفة من الأدلة أنه إذا كان القمر يَملك يوماً نواةً غنية بالحديد، فلا بد أنه كان صغيراً. وبتخصيص أكبر، كل من متوسط كثافته وآثار دورانه وتأثيره المغناطيسي توحي بأن قطر نواته هو أقل من 25% من قطره الكامل، مقارنة بـ50% لمعظم الأجسام الأرضية الأخرى. ظروف الاصطدام التي توفرّت آنذاك يُمكنها أن تسْمَحَ بولادة قمر معظمه يتكوّن من دثاري الأرض والجسم المُصطدم، إضافة إلى اندماج نواة المُصطدم بالأرض.
يَنتج الرماد الساخن الغني بالسيليكا والغاز الوافر بأول أكسيد السيليكون من الاصطدامات عالية السرعة (فوق 10 كم/ث) التي تحدث بين أجسام صخرية، والتي عَثرَ عليها مقراب سبيتزر الفضائي حول النجم المجاور (29 ف.ف) الفتي (~12 مليون سنة) التابع لمجموعة بيتا آلة الرسام المتحركة HD 172555. يَبدو حزام الرماد الساخن الموجود في منطقة بعدها يتراوح من 0.25 و.ف إلى 2 و.ف من النجم الفتي "HD 23514" في عنقود الثريا النجمي مشابهاً للنتيجة المتنبأ بها من اصطدام ثيا مع الأرض البدائية، وفُسرت كنتيجة اصطدام أجرام بحجم الكواكب مع بعضها.